# والتر بيركنز
والتر بيركنز (بالإنجليزية: Walter Perkins)‏ هو سياسي بريطاني (وحمل سابقاً جنسية المملكة المتحدة لبريطانيا العظمى وأيرلندا)، ولد في 3 يونيو 1903، وتوفي في 8 ديسمبر 1988. حزبياً، نشط في حزب المحافظين.

## مناصب
- في 1931 Stroud by-election [الإنجليزية]‏، انتخب عضو برلمان المملكة المتحدة الـ35 عن دائرة Stroud ‏ (21 مايو 1931 – 7 أكتوبر 1931).
- في الانتخابات العامة في المملكة المتحدة 1931 [الإنجليزية]‏، انتخب عضو برلمان المملكة المتحدة الـ36 عن دائرة Stroud ‏ (27 أكتوبر 1931 – 25 أكتوبر 1935).
- في الانتخابات العامة في المملكة المتحدة 1935 [الإنجليزية]‏، انتخب عضو برلمان المملكة المتحدة الـ37 عن دائرة Stroud ‏ (14 نوفمبر 1935 – 15 يونيو 1945).
- في الانتخابات العامة في المملكة المتحدة 1950 [الإنجليزية]‏، انتخب عضو برلمان المملكة المتحدة الـ39 عن دائرة Stroud and Thornbury (UK Parliament constituency) [الإنجليزية]‏ (23 فبراير 1950 – 5 أكتوبر 1951).
- في الانتخابات العامة في المملكة المتحدة 1951 [الإنجليزية]‏، انتخب عضو برلمان المملكة المتحدة الـ40 عن دائرة Stroud and Thornbury (UK Parliament constituency) [الإنجليزية]‏ (25 أكتوبر 1951 – 6 مايو 1955).